# 104t Esquadró de la RAF
El 104t Esquadró de la Royal Air Force va ser un esquadró de la RAF que lluità a la Primera Guerra Mundial i a la Segona Guerra Mundial.

## Història

### Primera Guerra Mundial

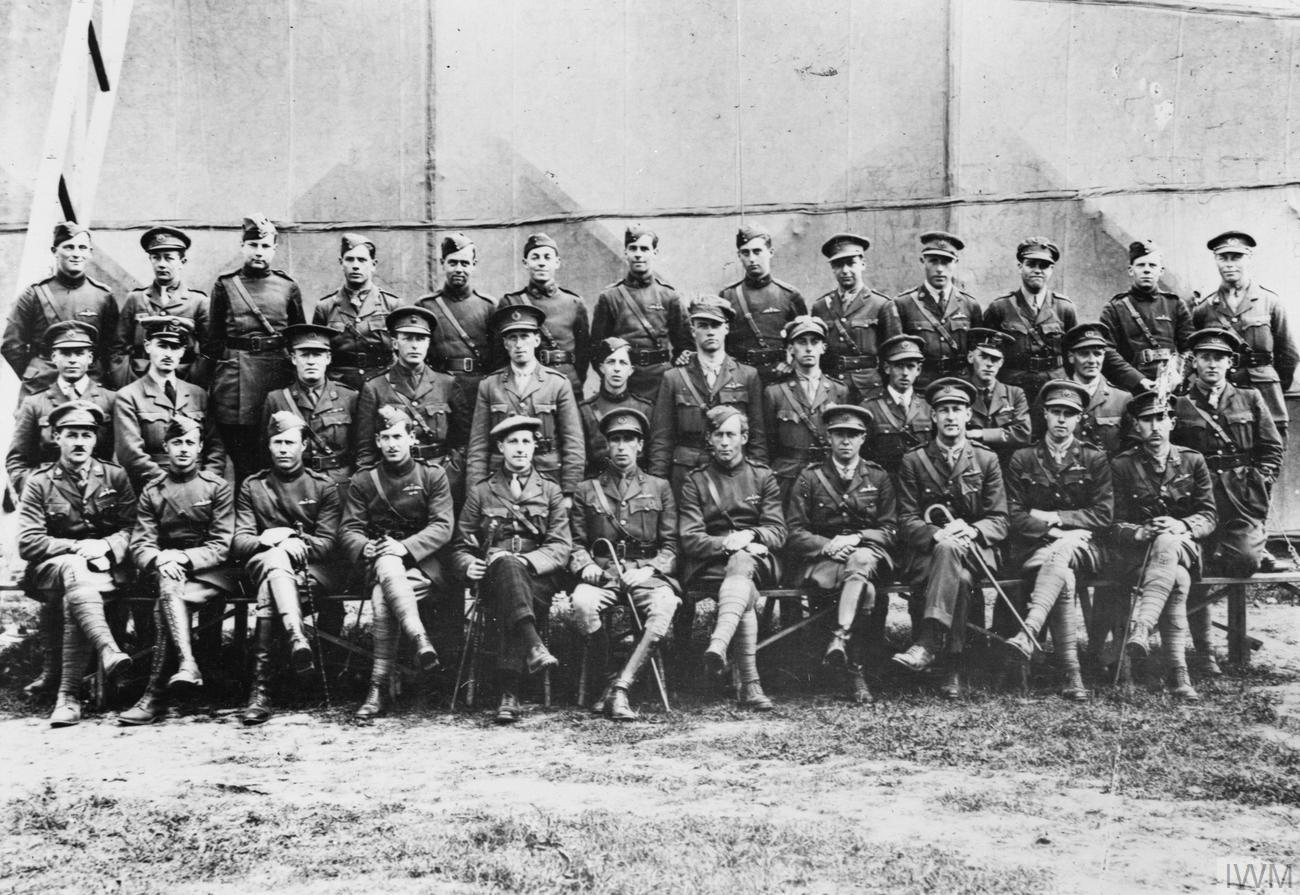
Oficials del 104 Squadron RFC a Andover abans que l'esquadró partís cap a França, principis de 1918.

L'esquadró es va formar a Wyton, Anglaterra, el 4 de setembre de 1917 equipat amb el DH 9. Després es va traslladar a Andover, abans de ser enviat a França el maig de 1918 per formar part de la Força Aèria Independent. Més tard, l'esquadra va començar a reequipar-se amb l'Airco DH.10 Amiens, però l' armistici va arribar abans que s'acabés i l'esquadra va tornar a casa, primer a Turnhouse i després a Crail, on es va dissoldre el 30 de juny de 1919. Vuit asos de l'aviació van servir dins de les seves files, inclòs el futur contraalmirall Arthur Rullion Rattray, Jeffrey Batters Home-Hay, William Bottrill, Richard Gammon i W. Harrop.

### Període d'entreguerres
El 7 de gener de 1936, l'esquadra va ser reformada a Abingdon a partir del vol "C" de l'esquadró 40]. L'esquadró estava equipat amb el Hawker Hind. L'agost de 1936 l'esquadró es va traslladar a RAF Hucknall, seguit d'un trasllat a Bassingbourn el maig de 1938 i la conversió al Bristol Blenheim.

### Segona Guerra Mundial
L'esquadró es va dissoldre quan va ser absorbit a la Unitat d'Ensinistrament Operatiu número 13 l'abril de 1940.
L'esquadró es va reformar de nou l'1 d'abril de 1941 a RAF Driffield, equipat amb el Vickers Wellington i va començar les operacions de bombardeig nocturn al maig com a part del grup número 4 de la RAF fins al febrer de 1942. Un destacament d'esquadra va ser enviat a Malta l'octubre de 1941, traslladant-se a Egipte. el gener de 1942, poc després el contingent local de l'esquadró a Driffield va ser renumerat com a número 158, mentre que la resta de l'esquadró a l'Orient Mitjà va romandre com a número 104. L'esquadró es va traslladar més tard primer als aeròdroms capturats a Tunísia, seguit d'un moviment al continent italià el desembre de 1943.
El febrer de 1945 l'esquadra va ser reequipada amb el Consolidated Liberator, i després va tornar a Egipte el novembre de 1945 on es va convertir a l'Avro Lancaster. L'esquadra es va dissoldre l'1 d'abril de 1947.

### Postguerra
El març de 1955 l'esquadra es va reformar a Gutersloh equipada amb l'English Electric Canberra. El cap d'esquadró Edward Stephenson, un instructor de vol amb experiència, va ser nomenat comandant a l'abril de 1955. L'esquadró va passar a formar part de l'ala núm. 551 de la RAF, l'element de comandament de bombers de 2TAF: constava dels esquadrons núms 102, 103, 104 i 149, cadascun equipat amb deu Canberra B2. L'esquadra es va dissoldre de nou l'agost de 1956.
L'esquadró va ser novament reformat, com a Esquadró núm. 104 (míssils estratègics) el 22 de juliol de 1959, un dels 20 esquadrons associats al Projecte Emily. L'esquadró estava equipat amb tres míssils balístics d'abast intermedi PGM-17 Thor i amb seu a RAF Ludford Magna.
A l'octubre de 1962, durant la crisi dels míssils de Cuba, l'esquadró es va mantenir en plena preparació, amb els míssils dirigits a objectius estratègics a l'URSS. L'esquadró es va dissoldre el 24 de maig de 1963, amb la finalització del Programa Thor a Gran Bretanya.